# How Sweet It Is to Be Loved by You
How Sweet It Is to Be Loved by You studijski je album američkog glazbenika Marvina Gayea, koji izlazi u siječnju 1965. godine.
Osobine albuma su veliki uspjeh naslovne skladbe i najbolja prodaja koju je do tada ostvario. Ostale uspješne skladbe uključuju još "Try It Baby" (koju je preradio David Ruffin of The Temptations) i "Baby Don't You Do It" (with backing vocals provided by The Andantes).
Skladba "How Sweet It Is (To Be Loved by You)" pojavljuje se u prvom nastavku filma American Pie, a koriste je i mnogi drugi glazbenici kao 'cover' verziju poput Jamesa Taylora i Michaela Bubléa.

## Popis pjesama
1. "You Are a Wonderful One"
2. "How Sweet It Is (To Be Loved By You)"
3. "Try It Baby"
4. "Baby Don't You Do It"
5. "Need Your Lovin' (Want You Back)"
6. "One of These Days"
7. "No Good Without You"
8. "Stepping Closer To Your Heart"
9. "Need Somebody"
10. "Me And My Lonely Room"
11. "Now That You've Won Me"
12. "Forever"

## Izvođači
- Marvin Gaye - Vokal
- Martha and the Vandellas, The Temptations, The Supremes, The Four Tops i The Andantes - Prateći vokali
- The Funk Brothers - Glazbala

## Vanjske poveznice
- Allmusic.com - How Sweet It Is to Be Loved by You - Marvin Gaye